# Donald Swann
Donald Ibrahím Swann (* 30. September 1923 in Llanelli, Wales; † 23. März 1994 in London) war ein britischer Komponist, Musiker und Entertainer. Aufmerksamkeit in der Öffentlichkeit erlangte er vor allem durch die literarische Zusammenarbeit mit Michael Flanders im Duo Flanders and Swann.

## Biographie
Donald Swann wurde am 30. September 1923 in Llanelli, Wales geboren. Sein Vater war ein russischer Arzt und seine Mutter eine russische Krankenschwester, sie flüchteten gemeinsam vor der russischen Revolution. Nachdem die Familie gemeinsam nach London gezogen war, besuchte Donald die Schulen von Dulwich und Westminster (dort traf er zum ersten Mal auf Flanders).
1941 gewann Swann ein Stipendium für moderne Sprachen an der Oxforder Christ Church. 1942 registrierte er sich als Kriegsdienstverweigerer und arbeitete für die Friend’s Ambulance Unit (eine friedlich Einheit der Quäker) in Ägypten, Griechenland und Palästina. Nach dem Krieg kehrte Swann nach Oxford zurück um Russisch und Griechisch zu studieren.
1948 ergab sich die Chance eines Treffens mit Michael Flanders, und von da an begann ihre Zusammenarbeit. Sie begannen Lieder und Opern zu schreiben. Swann steuerte die Musik bei, Flanders die Worte. Ihre Werke wurden von Schauspielern wie Ian Wallace oder Joyce Grenfell verkörpert. Danach schrieben sie zwei Zwei-Mann Revues: At The Drop Of A Hat und At The Drop Of Another Hat. Diese führten sie auf der ganzen Welt bis zum Ende ihrer Partnerschaft 1967 auf.
Zu dieser Zeit behauptete sich Swann auch allein als überaus erfolgreicher Komponist von Opern und Operetten. Berühmt ist er vor allem durch den Musikzyklus The Road Goes Ever On, in dem er den gesamten Herr der Ringe von J.R.R. Tolkien als Komponist und Pianist mit William Elvin als Sänger in Musik umsetzte.
Nachdem seine Partnerschaft mit Flanders geendet hatte, arbeitete Swann als Solokünstler weiter und schrieb auch Werke für andere Künstler. Er gründete die „Swann Singers“ und ging mit diesen in den 1970er Jahren auf Tour.
1992 diagnostizierte man bei Swann Krebs. Er starb im Trinity Hospice in Süd-London am 23. März 1994.
Die Anzahl seiner Werke wird auf rund 2000 geschätzt.

## Autobiographie
- Donald Swann: Swann's Way. A Life in Song. ISBN 0-85305-329-4